# کراوز (آرکانزاس)
کراوز (به انگلیسی: Crows) یک منطقهٔ مسکونی در ایالات متحده آمریکا است که در شهرستان سالین، آرکانزاس واقع شده‌است. کراوز ۱۲۴٫۹۷ متر بالاتر از سطح دریا واقع شده‌است.